# Ribeira (São Paulo)
Ribeira é um município brasileiro do estado de São Paulo.  Sua população estimada em 2010 era de 3.358 habitantes.

## História

### Formação territorial-administrativa
Histórico da formação do município:
- Freguesia criada com a denominação de Ribeira, município de Apiaí, pela Lei nº 35, de 06/04/1872.
- Município criado pela Lei nº 1.212, de 20/10/1910.

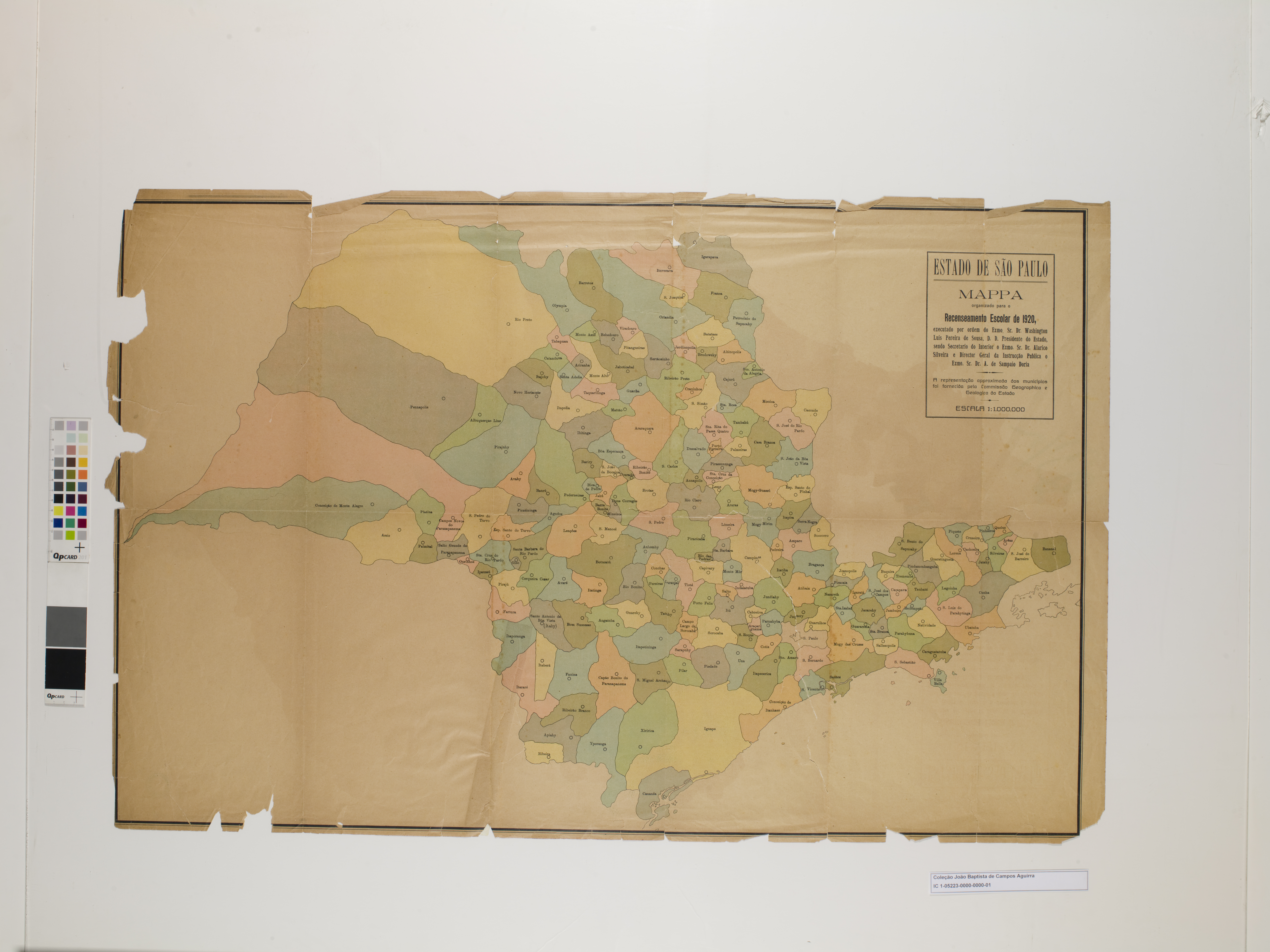
Estado de São Paulo (1920).

- Município reconduzido à categoria de distrito, incorporado ao município de Apiaí, pelo Decreto nº 6.448, de 21/05/1934.
- Município novamente criado pela Lei nº 2.563, de 03/01/1936.

## Geografia
Localiza-se na região do Vale do Ribeira a uma latitude 24º39'25" sul e a uma longitude 49º00'32" oeste, estando a uma altitude de 167 metros. Possui uma área de 335,77 km².

## Demografia
Dados do Censo - 2000
População total: 3358
- Urbana: 1.006
- Rural: 2.501
- Homens: 1.840
- Mulheres: 1.667

Densidade demográfica (hab./km²): 10,47
Mortalidade infantil até 1 ano (por mil): 28,96
Expectativa de vida (anos): 65,41
Taxa de fecundidade (filhos por mulher): 3,53
Taxa de alfabetização: 80,51%
Índice de Desenvolvimento Humano (IDH-M): 0,678
- IDH-M Renda: 0,581
- IDH-M Longevidade: 0,673
- IDH-M Educação: 0,780

(Fonte: IPEADATA)

## Infraestrutura

### Comunicações
O sistema de telefones automáticos foi inaugurado na cidade pela Companhia de Telecomunicações do Estado de São Paulo (COTESP) em 1974. Já o sistema de discagem direta à distância (DDD) foi implantado em 1989 pela Telecomunicações de São Paulo (TELESP), com o código de área (0155).

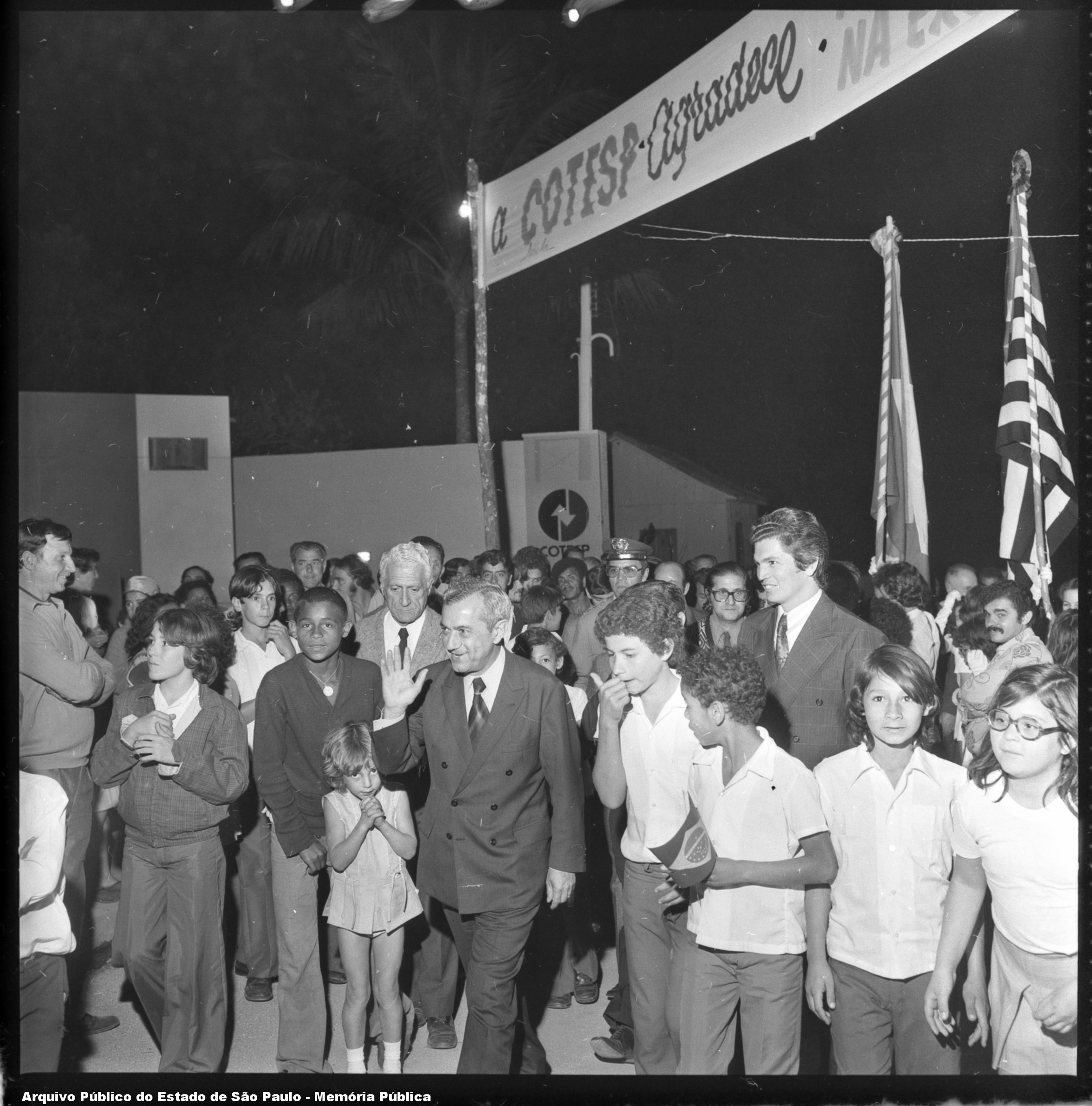
Inauguração da central telefônica de Ribeira (1974).

Na década de 90 o código DDD da cidade foi alterado para (015), para padronização do sistema telefônico com a telefonia celular que estava sendo implantada em todo o estado.

## Turismo
A cidade possui atrativos locais, como:
- Ribeira de Iguape
- Cachoeira do Tororão.
- Cachoeira dos Ricardos
- Cachoeira da Usina ORSA.
- Ilha da Saudade
- Caverna do queijo suíço
- Toca de Barro
- Serra de Paranapiacaba

## Religião
O Cristianismo se faz presente na cidade da seguinte forma:

### Igreja Católica
- A igreja faz parte da Diocese de Itapeva.[12]

### Igrejas Evangélicas
- Assembleia de Deus Ministério do Belém.[13][14]
- Congregação Cristã no Brasil.[15]